# Калвер-Сити
Калвер-Сити (англ. Culver City) — город на юго-западе штата Калифорния, расположен к западу от Лос-Анджелеса. С севера город практически примыкает к Международному аэропорту Лос-Анджелеса.
По состоянию на 2019 год население составляло 39 185 человек. Город был назван в честь его основателя Гарри Калвера.
Калвер-сити считается одним из мест зарождения киноиндустрии, первые фильмы были сняты в 1910-х гг, кроме того, в городе расположены студии кинокомпании Metro-Goldwyn-Mayer. С 1932 по 1986 год здесь располагалась штаб-квартира Hughes Aircraft Company. Штаб-квартиры National Public Radio и Sony Pictures Entertainment находятся в городе. Студия NFL Network также находится в Калвер-Сити.
Название города можно перевести как «город диких голубей» (Culver — менее распространённый синоним pigeon и dove).

## География
По данным Бюро переписи населения США Калвер-Сити имеет общую площадь 13,31 квадратного километра, из которых 13,237 кв. километра занимает земля и 0,073 кв. километра — вода. Площадь водных ресурсов составляет 0,5 % от всей его площади.
Город расположен на высоте 29 метров над уровнем моря.

## Демография
По данным переписи населения 2010 года в Калвер-Сити проживало 38 883 человека. Средняя плотность населения составляла около 2921,3 человека на один квадратный километр.

## Города-побратимы
- Иксан, Южная Корея.
- Каицука, Япония.
- Летбридж, Альберта, Канада.
- Уруапан, Мексика.

## Галерея

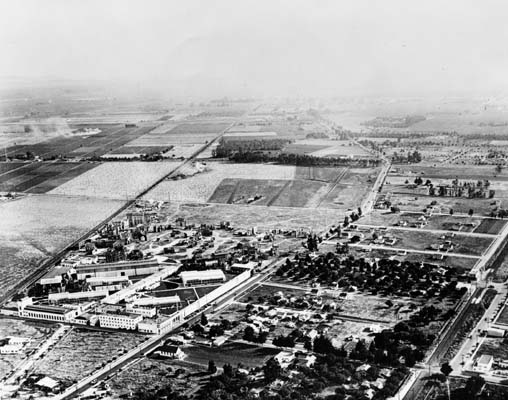
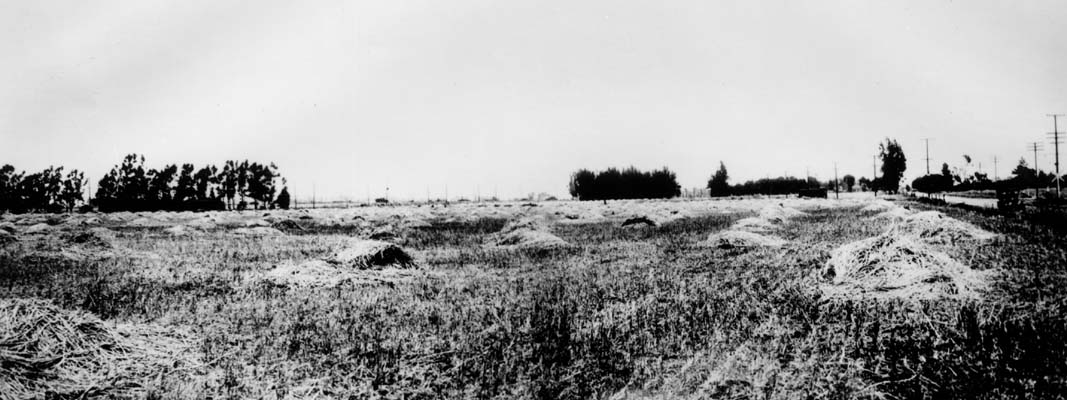
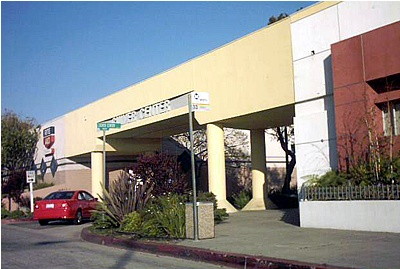